# 毛滇丁香
毛滇丁香（学名：Luculia pinceana var. pubescens）为茜草科滇丁香属下的一个变种。